# Браун Олег Михайлович
Олег Михайлович Браун (29 вересня 1949, Свердловськ — 23 лютого 2019, Київ) — український науковець-фізик. Доктор фізико-математичних наук, член-кореспондент НАН України.

## Біографія
Народився 29 вересня 1949 року у Свердловську.
У 1972 р. закінчив радіофізичний факультет Київського університету за спеціальністю «радіофізика і електроніка». Працював в Інституті металофізики АН УРСР (1972); від 1975 — інженером в Інституті фізики НАН України: у 1979–86 роках молодший науковий співробітник, у 1986–88 роках науковий співробітник, у 1988–93 роках старший науковий співробітник, від 1993 року провідний науковий співробітник відділу фізичної електроніки.
Упродовж 1988-93 рр. О. М. Браун викладав у Київському державному університеті ім. Т. Г. Шевченка курси з моделювання в фізиці, фізичної електроніки та курс «Елементи теорії фізики твердого тіла». Під його науковим керівництвом захищена 1 кандидатська дисертація.
Провадив дослідження з теорії поверхневих явищ, зокрема вивчав взаємодію адсорбованих частинок, їхню рухливість на поверхні, нелінійні поверхневі процеси, трибологію.
Кандидатську дисертацію захистив у 1983 році за спеціальністю «фізична електроніка», а докторську — за спеціальністю «фізика твердого тіла» у 1991 році. З 7 березня 2018 року — член-кореспондент НАН України. Був членом Європейської наукової фундації з нанотрибології.

Могила Олега Брауна, Байкове кладовище

Помер на 70-му році життя 23 лютого 2019 року. Похований разом із родиною на Байковому кладовищі (північна частина ділянки № 33, 50°25′3.51″ пн. ш. 30°30′10.00″ сх. д. / 50.4176417° пн. ш. 30.5027778° сх. д.).

### Родина
Батько — науковець-металознавець, доктор технічних наук Михайло Браун (1903—1977). Сестра — науковиця-матеріалознавиця, металург, доктор технічних наук Леоніла Нероденко (1937—2015).

## Нагороди та премії
- Лауреат Державної премії України в галузі науки і техніки 2008 р. за цикл праць «Адсорбовані шари на поверхні перехідних металів: структура, електронні процеси, тертя, кінетика формування, каталіз».
- Нагороджений відзнакою НАН України «За професійні здобутки» (2008).

## Деякі праці
О. М. Браун є автором і співавтором більше ніж 100 наукових праць, з них однієї монографії і декількох оглядів:
- Взаимодействие между частицами, адсорбированными на поверхности металлов // УФН. 1989. Т. 157, вып. 4 (співавт.);
- Колебательная спектроскопия адсорбатов // Там само. Т. 158, вып. 3 (співавт.);
- Nonlinear dynamics of the Frenkel-Kontorova model // Phys. Rep. 1998. Vol. 306 (співавт.).
- The Frenkel-Kontorova Model: Concepts, Methods, and Applications, Springer, 2004; (монографія; переклад російською мовою: Физматлит, 2008) (з Ю. С. Ківшарем)